# Javier Modrego Casado
Javier Modrego Casado (Soria, España, 19 de enero de 1988) (También conocido como “Modre”) es un futbolista retirado y ahora ejerce de entrenador en el primer equipo del C. D. San José de Soria y también ejerce de director en los campus infantiles de fútbol en Soria.

## Clubes
| Club                            | País   | Año       |
| ------------------------------- | ------ | --------- |
| Cat. Inferiores Real Valladolid | España | 2004-2005 |
| Real Valladolid B               | España | 2005-2007 |
| Real Madrid Castilla            | España | 2007-2010 |
| Villarreal B                    | España | 2010      |
| Getafe B                        | España | 2010      |
| C.D. San José                   | España | 2013-     |

## Palmarés

### Copas internacionales
| Título          | Equipo (*) | País    | Año  |
| --------------- | ---------- | ------- | ---- |
| Eurocopa Sub-19 | España     | Austria | 2007 |

(*) Incluyendo la selección
- Datos: Q6165640